# Torneo Clausura 2023 Ascenso Femenino (Guatemala)
El Torneo Clausura 2023 es el torneo que da finalización a la segunda temporada de existencia de la Categoría de Ascenso del fútbol femenino guatemalteco, organizado por la Liga Nacional de Fútbol Femenino de Guatemala.
Juventud Copalera fue el campeón defensor, tras derrotar a Heredia en la final del torneo anterior, repitiendo el suceso en este torneo. Ambos equipos ascendieron al repetir final.

## Sistema de competición
El torneo se divide en dos partes:
- Fase de clasificación
- Fase final

### Fase de clasificación
Los 6 equipos jugarán una ronda clasificatoria de todos contra todos a dos vueltas, terminando en 10 fechas totales de 3 partidos cada una para los grupos, Se utiliza un sistema de puntos, que se presenta así:
- Por victoria, se obtendrán 3 puntos.
- Por empate, se obtendrá 1 punto.
- Por derrota no se obtendrán puntos.

Al finalizar las 10 jornadas totales, la tabla se ordenará con base en los clubes que hayan obtenido la mayoría de puntos, en caso de empates, se toman los siguientes criterios:
1. Puntos
2. Puntos obtenidos entre los equipos empatados
3. Diferencial de goles
4. Goles anotados
5. Goles anotados en condición visitante.

### Fase final
Al final de la fase de clasificación, cuatro equipos pasarán a la siguiente ronda según la tabla general
Una vez determinados los clasificados, se recurrirá a la tabla general para realizar los enfrentamientos de semifinales, de la siguiente forma:
1° vs 4°
2° vs 3°
Los clubes vencedores en los partidos de semifinales serán aquellos que en los dos juegos anoten el mayor número de goles. De existir empate en el número de goles anotados, la posición se definirá a favor del club con mayor cantidad de goles a favor cuando actúe como visitante.
Los ganadores de las semifinales se enfrentarán en la Gran Final, disputándose a ida y vuelta, el mejor clasificado entre los finalistas jugará el último partido en su estadio.

### Ascensos y descensos
Los dos equipos finalistas de cada torneo clasifican a las series de ascenso: el campeón enfrentará al subcampeón del torneo anterior, y el subcampeón del actual torneo enfrentará al campeón del torneo apertura; los ganadores de dichos enfrentamientos ascenderán a la Categoría Mayor. 
En caso de que un equipo que haya llegado a la final del torneo anterior llegue a la final en el presente torneo, este obtendrá su ascenso de manera automática.

## Equipos participantes

### Cambios
- Deportivo Escuintla declinó su participación por problemas administrativos.[1]
- Deportivo Villa Nueva abandonó la liga para unirse a la Superliga Femenina.[2]

### Información
| Equipo                    | Ciudad                                  | Estadio                            | Capacidad |
| ------------------------- | --------------------------------------- | ---------------------------------- | --------- |
| Heredia                   | Livingston, Izabal                      | Estadio Roy Fearon                 | 8 000     |
| Juventud Copalera         | San Ildefonso Ixtahuacán, Huehuetenango | Estadio Antonio Castillo           | n/d       |
| K'iché                    | Santa Cruz del Quiché, Quiché           | Municipal de Santa Cruz del Quiché | 4 000     |
| Muniguate                 | Ciudad de Guatemala                     | Greenfield                         | 1 000     |
| Santa Lucía Cotzumalguapa | Santa Lucía Cotzumalguapa, Escuintla    | Estadio Municipal de Cotzumalguapa | 7 500     |
| UNIFUT Juvenil            | Ciudad de Guatemala                     | Estadio Cementos Progreso          | 17 000    |

### Equipos por departamento
| Departamento  | N.º | Equipos                    |
| ------------- | --- | -------------------------- |
| Guatemala     | 2   | Muniguate y UNIFUT Juvenil |
| Huehuetenango | 1   | Juventud Copalera          |
| Izabal        | 1   | Heredia                    |
| Quiché        | 1   | K'iché'                    |
| Escuintla     | 1   | Santa Lucía Cotzumalguapa  |

## Fase de clasificación
En negrita los clasificados a fase final.
| Pos. | Equipos           | PJ | PG | PE | PP | GF | GC | DIF | PTS | Clasificación |
| ---- | ----------------- | -- | -- | -- | -- | -- | -- | --- | --- | ------------- |
| 1    | Juventud Copalera | 10 | 8  | 2  | 0  | 43 | 4  | +39 | 26  | Semifinales   |
| 2    | Heredia           | 10 | 8  | 1  | 1  | 26 | 5  | +21 | 25  | Semifinales   |
| 3    | K'iché            | 10 | 5  | 1  | 4  | 19 | 14 | +5  | 16  | Semifinales   |
| 4    | UNIFUT Juvenil    | 10 | 3  | 1  | 6  | 14 | 38 | −24 | 10  | Semifinales   |
| 5    | Muniguate         | 10 | 2  | 1  | 7  | 8  | 19 | −11 | 7   |               |
| 6    | Santa Lucía       | 10 | 1  | 0  | 9  | 1  | 31 | −30 | 3   |               |

## Resultados
| Fecha 1                      | Fecha 1   | Fecha 1           | Fecha 1              | Fecha 1       | Fecha 1 |
| Local                        | Resultado | Visitante         | Estadio              | Fecha         | Hora    |
| ---------------------------- | --------- | ----------------- | -------------------- | ------------- | ------- |
| UNIFUT Juvenil               | 0−5       | Heredia           | Guillermo Slowing    | 11 de febrero | 13:00   |
| K'iché'                      | 1−0       | Muniguate         | Municipal Santa Cruz | 11 de febrero | 18:00   |
| Santa Lucía                  | 0−7       | Juventud Copalera | Cotzumalguapa        | 12 de febrero | 11:00   |
| Goles: 13 (4.33 por partido) |           |                   |                      |               |         |

| Fecha 2                  | Fecha 2   | Fecha 2           | Fecha 2           | Fecha 2       | Fecha 2 |
| Local                    | Resultado | Visitante         | Estadio           | Fecha         | Hora    |
| ------------------------ | --------- | ----------------- | ----------------- | ------------- | ------- |
| UNIFUT Juvenil           | 2−0       | Santa Lucía       | Guillermo Slowing | 18 de febrero | 18:00   |
| Heredia                  | 3−0       | K'iché'           | Roy Fearon        | 19 de febrero | 11:00   |
| Muniguate                | 0−1       | Juventud Copalera | Greenfield        | 19 de febrero | 13:00   |
| Goles: 6 (2 por partido) |           |                   |                   |               |         |

| Fecha 3                  | Fecha 3   | Fecha 3        | Fecha 3              | Fecha 3       | Fecha 3 |
| Local                    | Resultado | Visitante      | Estadio              | Fecha         | Hora    |
| ------------------------ | --------- | -------------- | -------------------- | ------------- | ------- |
| Juventud Copalera        | 2−0       | Heredia        | Antonio Castillo     | 25 de febrero | 15:15   |
| Santa Lucía              | 1−0       | Muniguate      | Cotzumalguapa        | 26 de febrero | 11:00   |
| K'iché'                  | 6−0       | UNIFUT Juvenil | Municipal Santa Cruz | 26 de febrero | 11:00   |
| Goles: 9 (3 por partido) |           |                |                      |               |         |

| Fecha 4                   | Fecha 4   | Fecha 4           | Fecha 4                   | Fecha 4    | Fecha 4 |
| Local                     | Resultado | Visitante         | Estadio                   | Fecha      | Hora    |
| ------------------------- | --------- | ----------------- | ------------------------- | ---------- | ------- |
| UNIFUT Juvenil            | 1−8       | Juventud Copalera | Cementos Progreso (c. a.) | 4 de marzo | 15:00   |
| K'iché'                   | 2−0       | Santa Lucía       | Municipal Santa Cruz      | 4 de marzo | 18:00   |
| Heredia                   | 1−0       | Muniguate         | del Monte                 | 5 de marzo | 15:00   |
| Goles: 12 (4 por partido) |           |                   |                           |            |         |

| Fecha 5                      | Fecha 5   | Fecha 5        | Fecha 5                   | Fecha 5     | Fecha 5 |
| Local                        | Resultado | Visitante      | Estadio                   | Fecha       | Hora    |
| ---------------------------- | --------- | -------------- | ------------------------- | ----------- | ------- |
| Juventud Copalera            | 4−0       | K'iché'        | Antonio Castillo          | 11 de marzo | 15:15   |
| Santa Lucía                  | 0−5       | Heredia        | Cotzumalguapa             | 12 de marzo | 11:00   |
| Muniguate                    | 2−2       | UNIFUT Juvenil | Cementos Progreso (c. a.) | 12 de marzo | 13:00   |
| Goles: 13 (4.33 por partido) |           |                |                           |             |         |

| Fecha 6                   | Fecha 6   | Fecha 6        | Fecha 6                   | Fecha 6       | Fecha 6       |
| Local                     | Resultado | Visitante      | Estadio                   | Fecha         | Hora          |
| ------------------------- | --------- | -------------- | ------------------------- | ------------- | ------------- |
| Juventud Copalera         | 3−0       | Santa Lucía    | Desprogramado             | Desprogramado | Desprogramado |
| Muniguate                 | 1−3       | K'iché'        | Cementos Progreso (c. a.) | 26 de marzo   | 12:00         |
| Heredia                   | 4−2       | UNIFUT Juvenil | del Monte                 | 26 de marzo   | 15:00         |
| Goles: 10 (5 por partido) |           |                |                           |               |               |

| Fecha 7                    | Fecha 7   | Fecha 7        | Fecha 7                 | Fecha 7       | Fecha 7       |
| Local                      | Resultado | Visitante      | Estadio                 | Fecha         | Hora          |
| -------------------------- | --------- | -------------- | ----------------------- | ------------- | ------------- |
| Santa Lucía                | 0−3       | UNIFUT Juvenil | Desprogramado           | Desprogramado | Desprogramado |
| K'iché'                    | 0−1       | Heredia        | Municipal de Santa Cruz | 1 de abril    | 20:00         |
| Juventud Copalera          | 6−0       | Muniguate      | Antonio Castillo        | 2 de abril    | 11:15         |
| Goles: 7 (3.5 por partido) |           |                |                         |               |               |

| Fecha 8        | Fecha 8   | Fecha 8           | Fecha 8                   | Fecha 8       | Fecha 8       |
| Local          | Resultado | Visitante         | Estadio                   | Fecha         | Hora          |
| -------------- | --------- | ----------------- | ------------------------- | ------------- | ------------- |
| Muniguate      | 3−0       | Santa Lucía       | Desprogramado             | Desprogramado | Desprogramado |
| UNIFUT Juvenil | 3−2       | K'iché'           | Cementos Progreso (c. a.) | 15 de abril   | 16:00         |
| Heredia        | 1−1       | Juventud Copalera | del Monte                 | 16 de abril   | 11:30         |
|                |           |                   |                           |               |               |

| Fecha 9                   | Fecha 9   | Fecha 9        | Fecha 9                   | Fecha 9       | Fecha 9       |
| Local                     | Resultado | Visitante      | Estadio                   | Fecha         | Hora          |
| ------------------------- | --------- | -------------- | ------------------------- | ------------- | ------------- |
| Santa Lucía               | 0−3       | K'iché'        | Desprogramado             | Desprogramado | Desprogramado |
| Juventud Copalera         | 9−0       | UNIFUT Juvenil | Antonio Castillo          | 22 de abril   | 15:15         |
| Muniguate                 | 0−3       | Heredia        | Cementos Progreso (c. a.) | 23 de abril   | 11:00         |
| Goles: 12 (6 por partido) |           |                |                           |               |               |

| Fecha 10                   | Fecha 10  | Fecha 10          | Fecha 10                  | Fecha 10      | Fecha 10      |
| Local                      | Resultado | Visitante         | Estadio                   | Fecha         | Hora          |
| -------------------------- | --------- | ----------------- | ------------------------- | ------------- | ------------- |
| Heredia                    | 3−0       | Santa Lucía       | Desprogramado             | Desprogramado | Desprogramado |
| UNIFUT Juvenil             | 1−2       | Muniguate         | Cementos Progreso (c. a.) | 30 de abril   | 10:00         |
| K'iché'                    | 2−2       | Juventud Copalera | Municipal de Santa Cruz   | 30 de abril   | 15:00         |
| Goles: 7 (3.5 por partido) |           |                   |                           |               |               |

## Estadísticas individuales
| N.° | Jugadora         | Goles | Equipo            |
| --- | ---------------- | ----- | ----------------- |
|     | Maura Blanco     | 11    | Juventud Copalera |
| 2   | Éricka Jacinto   | 9     | Heredia           |
| 3   | Naydelin Carrera | 8     | Juventud Copalera |
| 4   | Celsa Cruz       | 6     | Heredia           |
| 5   | Cielo Velásquez  | 5     | Juventud Copalera |

| N.° | Jugadora          | Goles | Equipo            |
| --- | ----------------- | ----- | ----------------- |
|     | Doris García      | 4     | Juventud Copalera |
| 2   | Eugenia Cifuentes | 5     | Heredia           |
| 3   | Joseline Urízar   | 14    | K'iché            |

## Fase final

### Semifinales
| Fechas         | Local en la ida | Global | Local en la vuelta | Ida | Vuelta |
| -------------- | --------------- | ------ | ------------------ | --- | ------ |
| 6 y 13 de mayo | UNIFUT Juvenil  | 0−8    | Juventud Copalera  | 0−5 | 0−3    |
| 6 y 13 de mayo | K'iché          | 5−6    | Heredia            | 4−3 | 1−3    |

### Final
| Fechas          | Local en la ida | Global | Local en la vuelta | Ida | Vuelta |
| --------------- | --------------- | ------ | ------------------ | --- | ------ |
| 21 y 28 de mayo | Heredia         | 0−1    | Juventud Copalera  | 0−0 | 0−1    |

## Series de ascenso

### Clasificados
| Equipo            | Clasificado como               |
| ----------------- | ------------------------------ |
| Juventud Copalera | Campeón del Torneo Apertura    |
| Heredia           | Subcampeón del Torneo Apertura |
| Juventud Copalera | Campeón del Torneo Clausura    |
| Heredia           | Subcampeón del Torneo Clausura |

Juventud Copalera y Heredia ascienden directamente al repetir criterio de clasificación.

### Ascendidos
|                         |                         |
| Juventud Copalera       | Heredia                 |
| Ascendido el 13/05/2023 | Ascendido el 13/05/2023 |